# Дисеребробарий
Дисеребробарий — бинарное неорганическое соединение
серебра и бария
с формулой BaAg2,
кристаллы.

## Получение
- Сплавление стехиометрических количеств чистых веществ:

{\displaystyle {\mathsf {2Ag+Ba\ {\xrightarrow {797^{o}C}}\ Ag_{2}Ba}}}

## Физические свойства
Дисеребробарий образует кристаллы
ромбической сингонии, пространственная группа I mma, параметры ячейки a = 0,49511 нм, b = 0,80427 нм, c = 0,84362 нм, Z = 4,
структура типа димедьцерия CeCu2
.
Соединение образуется по перитектической реакции при температуре 797 °C (759 °C).